# Zanskar

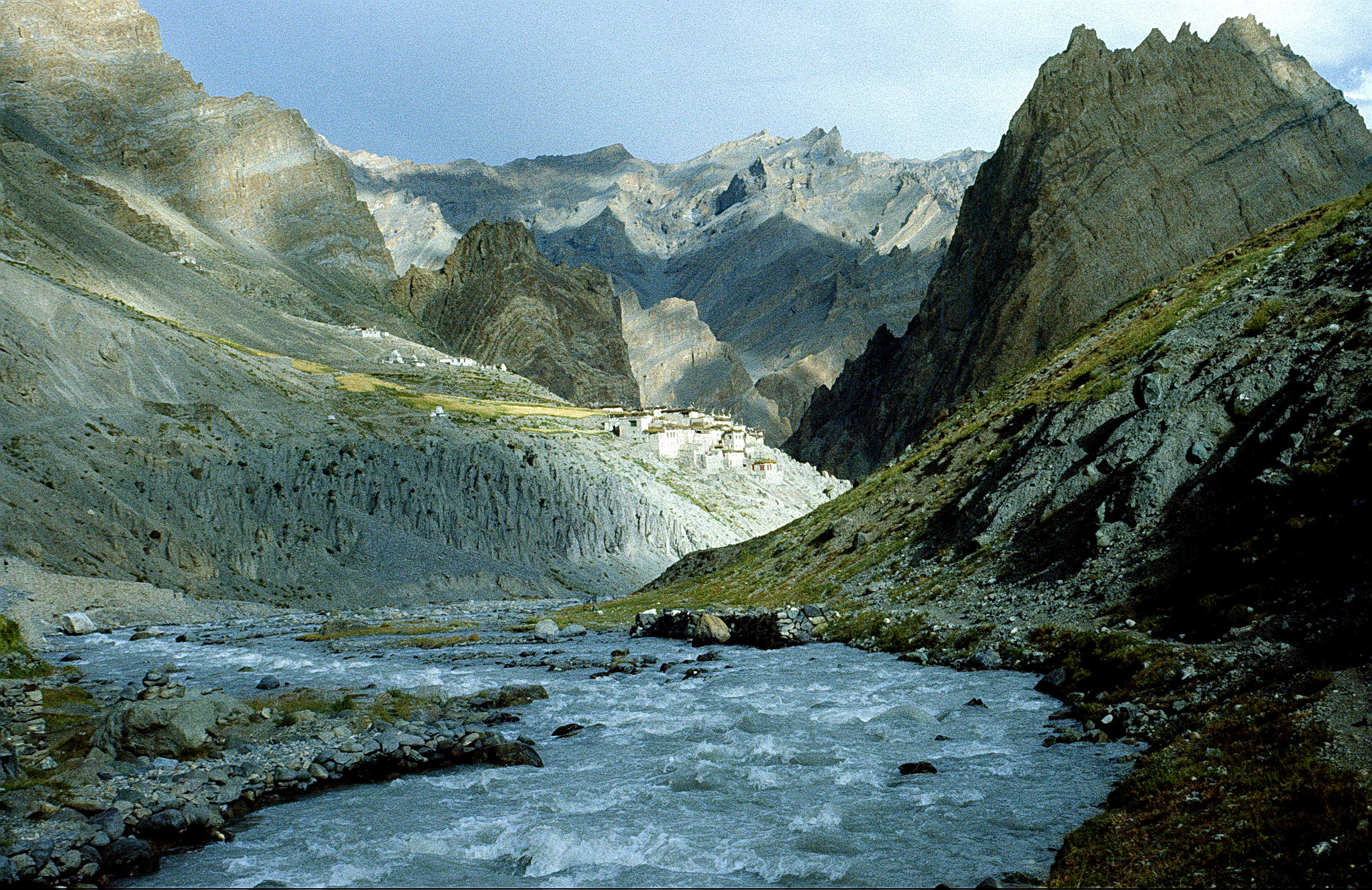
Wioska Char w Zanskarze

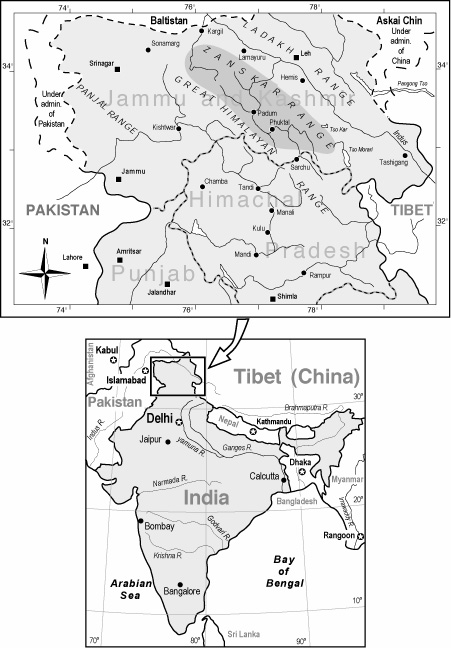
Lokalizacja Zanskaru

Zanskar – jednostka administracyjna (tahsil) w ramach dystryktu Kargil w indyjskim stanie Dżammu i Kaszmir. Stolicą jest miasto Padum. Zanskar stanowi terytorium sporne pomiędzy Indiami a Pakistanem.

## Geografia
Tahsil Zanskar obejmuje ponad 7000 km² trudno dostępnego górzystego obszaru o wysokości od 3500 do 7000 m n.p.m. 

## Kultura
Liczba ludności wynosi niespełna 14 tysięcy osób, w większości (około 95%) wyznaje buddyzm tybetański.